# Drôme
A Drôme, ou na sua forma portuguesa, Droma (em occitano Droma) é um departamento da França localizado na região Auvérnia-Ródano-Alpes. Sua capital é a cidade de Valence (Drôme). O seu nome provém do rio Drôme, afluente do rio Ródano.

## Património
- Palais Idéal du Facteur Cheva